# 斯庫爾
斯刻爾（Sköll），北歐神話中追逐并会吞噬太陽的狼，和哈提是兄弟，其兄弟则是追逐并最后混吞噬月亮。另记载则说是太阳是被芬里尔吞噬，月亮被玛纳加尔姆吃。名字的意思是「嫌忌」，這對兇狼都想吞噬日月，而當「諸神的黃昏」到來時，牠們就會成功的達成目標。一般認為哈提和斯刻爾的父親就是芬里爾（Fenrir）。

## 类似
天狗 (中国)
1. ↑  池上良太. . 奇幻基地. 2011/06/03: 130–131. ISBN 9789866275371.